# Guitalele

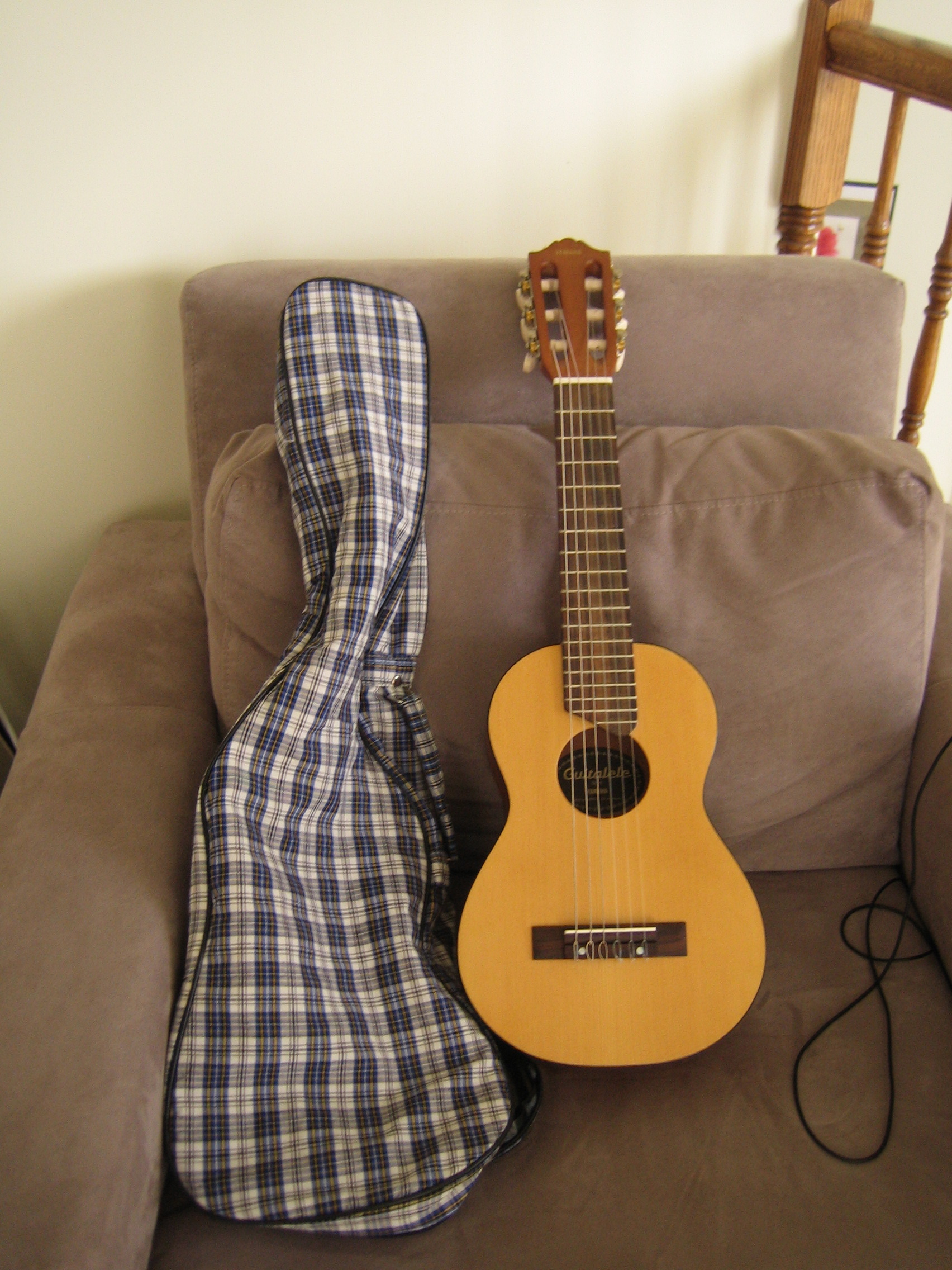
Guitalele con funda

Un guitalele es un híbrido entre una guitarra clásica y un ukelele. El tamaño es similar al del ukelele, pero mantiene las 6 cuerdas de la guitarra en vez de las 4 de este. Este formato tiene dos atractivos fundamentales, por un lado, la portabilidad del pequeño tamaño del ukelele, y, por otro, la baja curva de aprendizaje para los guitarristas, ya que, al mantener el mismo número de cuerdas de la de guitarra (y la relación de afinación entre ellas), no es necesario aprender nuevos acordes para empezar a tocarlo (algo que sí sucede con el ukelele). 
El guitalele es elegido por muchos guitarristas a los que les gusta la sonoridad del ukelele, ya que pueden empezar a tocarlo muy rápidamente sin necesidad de aprender nuevas posiciones. Aunque el sonido no es exactamente igual, se asemeja bastante.

## Afinación
El guitalele se afina en LA RE SOL DO MI LA (ADGCEA) empezando desde la sexta cuerda. Se toca como una guitarra transportada a LA (la afinación estándar de la guitarra es en MI). También existe la posibilidad de afinarlo en Mi para tocarlo como una guitarra, siempre y cuando usemos unas cuerdas que soporten alta tensión. 

## Dimensiones

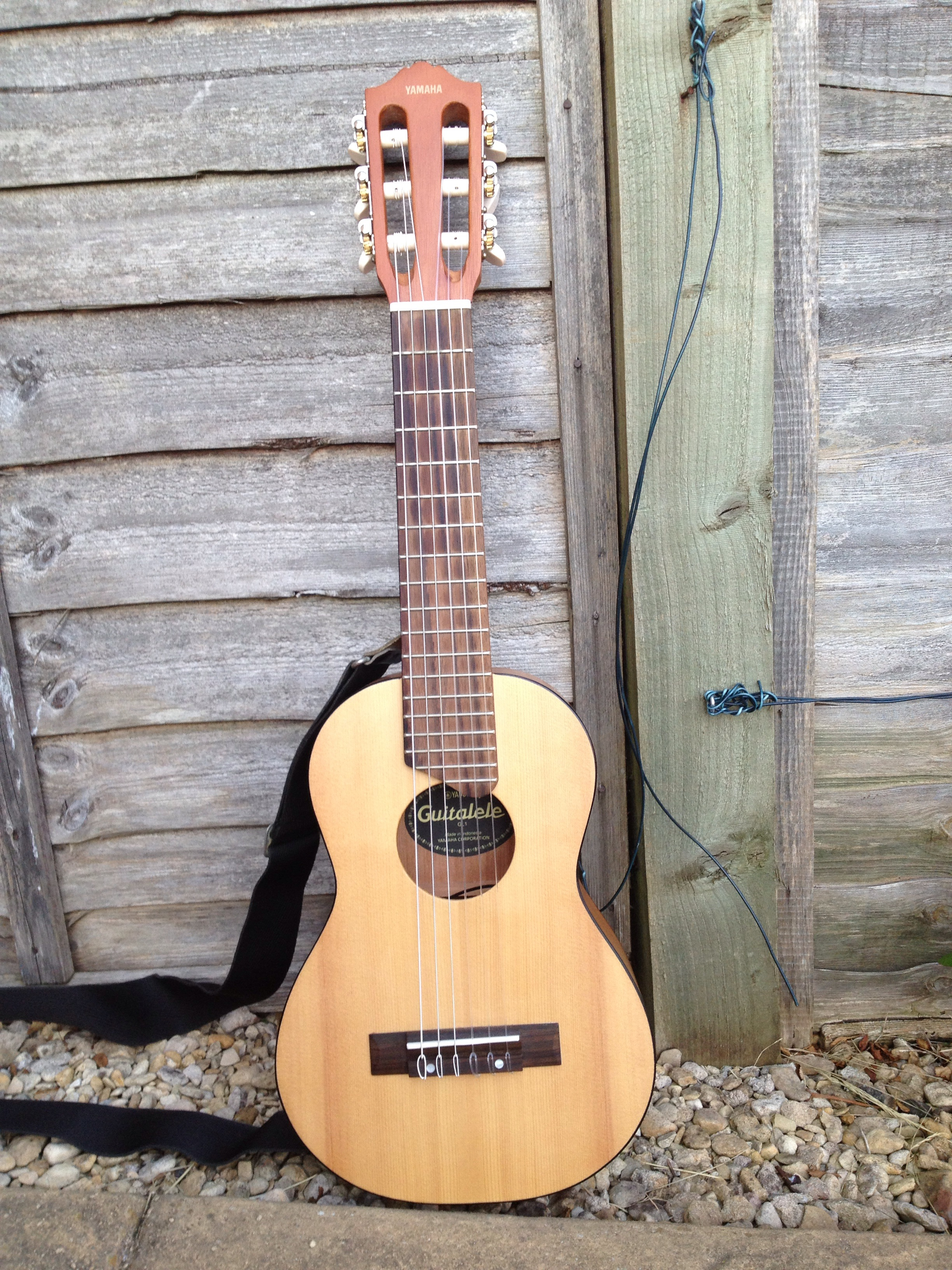
Guitalele visto de frente

Se le llama guitarra de tamaño de ¼. Las dimensiones aproximadas son de unos 72 centímetros de largo, unos 30 de ancho y unos 10 cm de profundidad. 
Estas dimensiones son ideales para que los músicos puedan practicar en los viajes o para que los niños empiecen a hacer sus primeros pinitos. 
Por supuesto, las medidas pueden variar un poco dependiendo del fabricante.

## Fabricación
Actualmente, la marca y modelo más famosa en la fabricación del guitalele es Yamaha y su GL-1, ya que fue esta marca japonesa la que fabricó el primer guitalele en el año 1997. De todas maneras, en la actualidad existen otros modelos como el guitalele de Córdoba y el Mini, el ukelele tenor de Koaloha de 6 cuerdas, el GL6 de Kanilea o el Islander, el barítono de 6 cuerdas de Luna, el Lichty o el Kinnard Kīkū, el guitarlele Mele o el Gretsch.